# Cantó de Vézelise
El cantó de Vézelise és un cantó francès del departament de Meurthe i Mosel·la, situat al districte de Nancy. Té 33 municipis i el cap és Vézelise.

## Municipis
- Autrey
- Chaouilley
- Clérey-sur-Brenon
- Dommarie-Eulmont
- Étreval
- Forcelles-Saint-Gorgon
- Forcelles-sous-Gugney
- Fraisnes-en-Saintois
- Frolois
- Goviller
- Gugney
- Hammeville
- Houdelmont
- Houdreville
- Lalœuf
- Marthemont
- Ognéville
- Omelmont
- Parey-Saint-Césaire
- Pierreville
- Praye
- Pulligny
- Quevilloncourt
- Saxon-Sion
- Thélod
- They-sous-Vaudemont
- Thorey-Lyautey
- Vaudémont
- Vézelise
- Viterne
- Vitrey
- Vroncourt
- Xeuilley

## Història
| Data d'elecció                           | Identitat          | Partit                     | Qualitat |
| ---------------------------------------- | ------------------ | -------------------------- | -------- |
| 1945-1964                                | Charles Canel      | RI                         |          |
| 1964-19..                                | Claire Leclerc     | Divers droite              |          |
| 19..-1994                                | Jacques Leclerc    | Divers droite, després UDF |          |
| 1994-2008                                | Jean-Jacques Henry | RPR, després UMP           |          |
| 2008-                                    | Gauthier Brunner   | Divers gauche              |          |
| les dades anteriors no són pas conegudes |                    |                            |          |
|                                          |                    |                            |          |

## Demografia
| A partir de 1990: Població sense dobles comptes |